# Schloss Leuzendorf

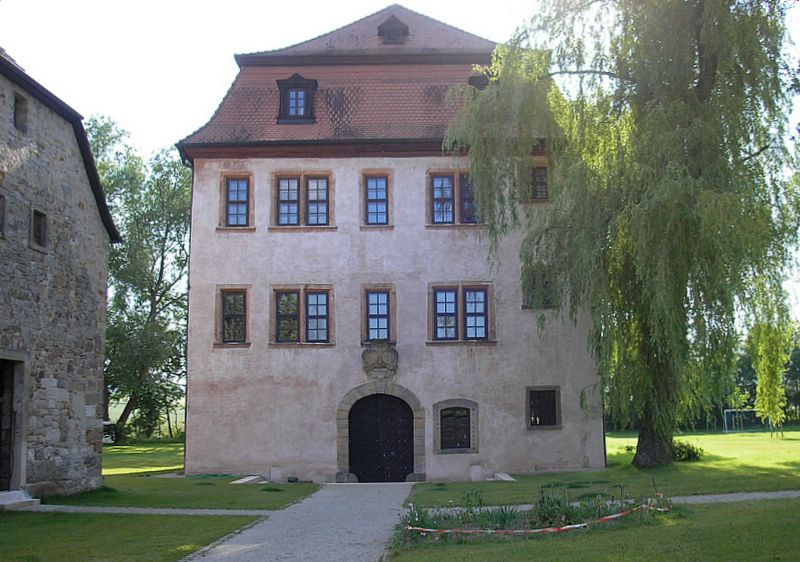
Die Eingangsseite

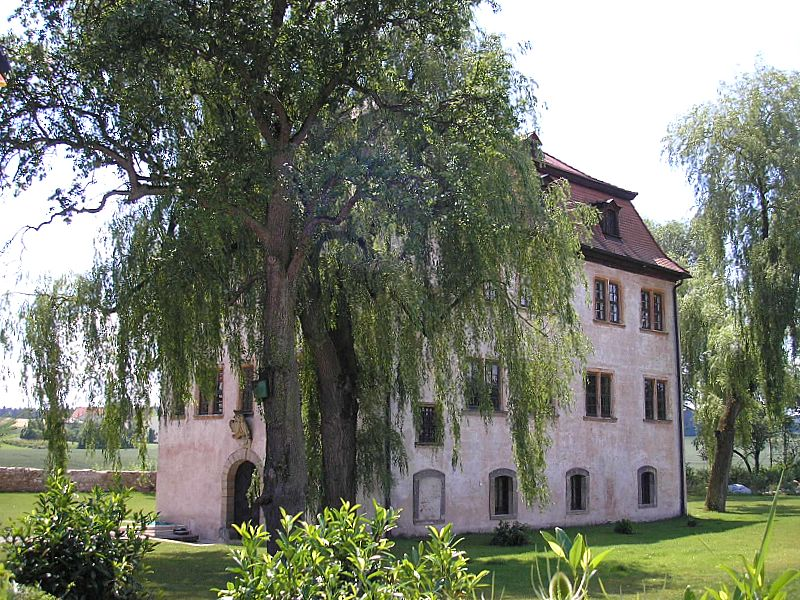
Gesamtansicht

Das Schloss Leuzendorf liegt am Rand des Burgpreppacher Ortsteiles Leuzendorf im Landkreis Haßberge in Unterfranken. Der dreigeschossige Mansarddachbau war ehemals von einem Wassergraben umgeben und wird seit 2004 umfassend saniert.

## Geschichte
1358 war das Dorf bereits dem Hochstift Würzburg zehntpflichtig. Im 16. Jahrhundert war das Lehen an die Fuchs und von Leineck vergeben. 1589 belehnte Fürstbischof Julius Echter Christoph Heinrich von Erthal mit der Herrschaft, die zum Sitz der Leuzendorfer Linie dieser alten Familie wurde. Nach dem Aussterben des Geschlechtes (1805) ging das Schloss im Erbgang an die Freiherren von Schrottenberg. Später erwarben bürgerliche Käufer die Anlage. Der heutige Besitzer, die Familie von Hugo, begann 2004 mit der aufwändigen Sanierung des kleinen Landschlosses. Für die im Sommer 2007 abgeschlossene gelungene Sanierung, die das historische Gepräge des Gebäudes weitgehend berücksichtigte, wurde Familie von Hugo von der Hypo-Kulturstiftung als einer von drei Hauptpreisträgern des gleichnamigen Denkmalpreises 2007 ausgewählt.

## Baubeschreibung
Der einfache, quadratische Schlossbau wird von einem ziegelgedeckten Mansarddach mit Gauben abgeschlossen. Die beiden Wohngeschosse ruhen auf einem niedrigeren Sockelgeschoss mit teilweise zugesetzten Fensteröffnungen. Die Obergeschosse werden von jeweils fünf einfachen, rechteckigen Fensterpaaren belichtet und sind durch eine Wendeltreppe im Nordosteck zugänglich. An der Ostseite gewährt ein rundbogiges Portal mit dem Ehewappen Erthal-Schütz von Holzhausen Einlass. Das Schloss wurde im 18. Jahrhundert umgebaut, geht aber im Kern auf den Renaissancebau Christoph Heinrichs von Erthal zurück.
Das Innere birgt im ersten Obergeschoss einen stuckierten Saal (um 1750), die Räume sind durch einen Mittelkorridor verbunden.
Der Schlossbezirk wird von einigen Wirtschaftsgebäuden eingefasst, die aber teilweise Neubauten weichen mussten.